# Pristidae
Pristidae (del lat. pristis, "pez sierra") es una familia de elasmobranquios del superorden Batoidea, conocidos vulgarmente como peces sierra. Contiene dos géneros y siete especies.
Los peces sierra están más relacionados con las rayas que con los tiburones. Su apariencia es la de un pez con un hocico largo y lleno de dientes. Poseen un esqueleto cartilaginoso.
No deben ser confundidos con los tiburones sierra (orden Pristiophoriformes), que tienen una apariencia similar.

## Características
Las dimensiones de los peces sierra van de 1,5 m a 6 m. La característica más sobresaliente del pez sierra es, por supuesto, su hocico con forma de sierra. Este se encuentra cubierto con poros sensibles al movimiento y a la electricidad, que les permite detectar el movimiento e incluso los latidos cardíacos de presas enterradas en el sedimento marino. Su hocico actúa entonces como un detector mientras el pez sierra nada sobre el fondo marino, en busca de alimento. Su hocico también sirve como herramienta excavadora para desenterrar crustáceos.
Cuando una presa nada cerca, el pez sierra ataca desde abajo y utiliza furiosamente su sierra. Esto generalmente hiere a la presa lo suficiente para que el pez la devore sin mucha dificultad. Los peces sierra también utilizan su hocico como arma de defensa contra otros depredadores como tiburones, delfines y buzos intrusos.
Los dientes que sobresalen del hocico no son verdaderos dientes, sino escamas dentales modificadas.
El cuerpo y la cabeza de los peces sierra son aplanados, ya que pasan la mayoría del tiempo recostados en el suelo marino. Al igual que las rayas, su boca está localizada en su parte inferior. En su boca existen pequeños dientes para comer pequeños crustáceos y otros peces, aunque a veces los devora enteros.
Los peces sierra respiran por dos espiráculos localizados detrás de sus ojos que conducen el agua a las branquias. Su piel está cubierta por pequeños dentículos que le dan una textura rasposa. Su color es generalmente gris o café, aunque la especie Pristis pectinata es color verde oliva.
La parte inferior blanquecina de un pez sierra gigante muestra las fosas nasales (cerca de la base de la sierra), la boca y dos filas de hendiduras branquiales (en la base de cada aleta pectoral).
Los peces sierra tienen un cuerpo fuerte como el de un tiburón, una parte inferior plana y una cabeza plana. Los peces sierra Pristis tienen una textura de la piel áspera como el papel de lija debido al recubrimiento de dentículos dérmicos, pero en Anoxypristis la piel es en gran parte lisa. La boca y las fosas nasales están situadas en la parte inferior de la cabeza. Hay unos 88-128 dientes pequeños y romos en la mandíbula superior de la boca y unos 84-176 en la mandíbula inferior (no confundir con los dientes de la sierra). Están dispuestos en 10-12 filas en cada mandíbula, y se asemejan en cierto modo a un camino empedrado.
Los ojos de los peces sierra no están muy desarrollados por su hábitat lodoso. Su hocico es su principal herramienta sensorial. Sus intestinos tienen forma de sacacorchos.
Tienen ojos pequeños y detrás de cada uno hay un espiráculo, que utiliza para pasar el agua a través de las branquias. Las hendiduras branquiales, cinco a cada lado, están situadas en la parte inferior del cuerpo, cerca de la base de las aletas pectorales. La posición de las aberturas branquiales los separa de los tiburones sierra, superficialmente similares, pero generalmente mucho más pequeñas (hasta c. 1,5 m o 5 pies de largo), donde las aberturas están situadas en el lado del cuello.. A diferencia de los peces sierra, los tiburones sierra también tienen un par de largos barbillones en el rostrum ("sierra").
Al igual que otros elasmobranquios, los peces sierra carecen de vejiga natatoria (en su lugar controlan su flotabilidad con un gran hígado rico en aceite), tienen un esqueleto formado por cartílago, y los machos tienen ganchos, un par de estructuras alargadas utilizadas para el apareamiento y situadas en la parte inferior de las aletas pélvicas. Los ganchos son pequeños e indistintos en los machos jóvenes.
Su intestino delgado contiene un tabique interno en forma de sacacorchos, llamado válvula espiral, que aumenta la superficie disponible para la absorción de alimentos.[cita requerida]

## Distribución geográfica y hábitat
Los peces sierra se localizan en áreas interopicales-tropicales y subtropicales alrededor de África, Australia y el Caribe. 
Las rayas de sierra viven en áreas tropicales del Atlántico e Indo -Pacífico cerca de la costa. Cinco especies viven a lo largo de la costa norte de Australia. Algunas especies también ingresan a las zonas de agua salobre, nadando varios cientos de kilómetros hacia los tramos inferiores de los grandes ríos en el sudeste de Asia, Nueva Guinea, Australia y el Amazonas. Pristis microdon es conocido como el pez sierra de agua dulce en Australia. Grandes poblaciones de Pristis perotteti eran del lago de Nicaragua, donde probablemente fueron erradicados por la captura comercial en la década de 1970. En 2006, las rayas sierra y los tiburones toro (Carcharhinus leucas) fueron protegidos en Nicaragua.
El pez sierra común (Pristis pristis) también se encuentra en aguas subtropicales, por ejemplo en el Mediterráneo occidental o en el Pacífico oriental más frío desde el Golfo de California hasta Ecuador.
Los peces sierra viven en aguas poco profundas y lodosas, en aguas saladas y dulces. La mayoría prefiere bocas de río y sistemas de agua dulce. Todos los peces sierra tienen la habilidad de cambiar de aguas saladas a aguas dulces, y generalmente lo hacen, nadando dentro de ríos, así como en bahías y estuarios.

## Comportamiento
Son nocturnos; usualmente duermen durante el día y cazan a la noche. A pesar de las apariencias, son peces que no atacan a las personas a menos que sean provocados o sorprendidos.

## Reproducción
Se conoce relativamente poco sobre la reproducción del pez sierra. Cada individuo vive entre 25 y 30 años, madurando a los 10.
Todas las especies son ovovivíparas y las hembras adultas dan a luz a crías vivas una vez al año o cada dos años. En general, los machos parecen alcanzar la madurez sexual a una edad ligeramente más temprana y con un tamaño menor que las hembras. Por lo que se sabe, la madurez sexual se alcanza a una edad de 7-12 años en Pristis y de 2-3 años en Anoxypristis. En el pez sierra de dientes pequeños y el pez sierra verde esto equivale a una longitud total de 3,7-4,15 m (12,1-13,6 pies), en el pez sierra gigante a 2,8-3 m (9,2-9,8 pies), en el pez sierra enano a unos 2,55-2,6 m (8. Esto significa que la duración de la generación es de unos 4,6 años en el pez sierra estrecho y de 14,6-17,2 años en el resto de especies.
El apareamiento implica que el macho inserte uno de los órganos en las aletas pélvicas en la hembra para fertilizar los huevos. Como se sabe de muchos elasmobranquios, el apareamiento parece ser duro, con el pez sierra a menudo sufriendo laceraciones procedentes de la sierra de su pareja. Sin embargo, a través de pruebas genéticas se ha demostrado que al menos el pez sierra de diente pequeño también puede reproducirse por partenogénesis donde no hay macho involucrado y las crías son clones de su madre. En Florida, Estados Unidos, parece que alrededor del 3 % de las crías de pez sierra de dientes pequeños son el resultado de partenogénesis. Se especula que esto puede ser en respuesta a la imposibilidad de encontrar pareja, lo que permite a las hembras reproducirse.
El embarazo dura varios meses. Hay 1-23 crías en cada camada de pez sierra, que miden 60-90 cm (2-3 pies) al nacer. En los embriones, el rostrum es flexible y sólo se endurece poco antes del nacimiento. Para proteger a la madre, las sierras de las crías tienen una cubierta blanda, que se cae poco después del nacimiento. Las zonas de cría se encuentran en aguas costeras y estuarias. En la mayoría de las especies, las crías suelen permanecer allí durante la primera parte de sus vidas, desplazándose ocasionalmente río arriba cuando se produce un aumento de la salinidad. La excepción es el pez sierra gigante, en el que las crías se desplazan río arriba hacia el agua dulce, donde permanecen de 3 a 5 años, a veces hasta 400 km (250 mi) del mar. Al menos en el pez sierra de diente pequeño, los jóvenes muestran cierto grado de fidelidad al lugar, permaneciendo generalmente en la misma área bastante pequeña durante la primera parte de sus vidas. En el caso del pez sierra verde enano hay indicios de que ambos sexos permanecen en la misma región general durante toda su vida con poca mezcla entre las subpoblaciones. En el pez sierra larguirucho, los machos parecen moverse más libremente entre las subpoblaciones, mientras que las madres regresan a la región donde nacieron para dar a luz a sus propias crías.
La duración de la vida completa del pez sierra está etiquetada con una incertidumbre considerable. Un pez sierra verde capturado como juvenil vivió 35 años en cautividad, y un pez sierra de diente pequeño vivió más de 42 años en cautividad. En el pez sierra estrecho se ha estimado que la esperanza de vida es de unos 9 años, y en el pez sierra Pristis se ha estimado que varía de unos 30 a más de 50 años dependiendo de la especie exacta.

## Fósiles relacionados

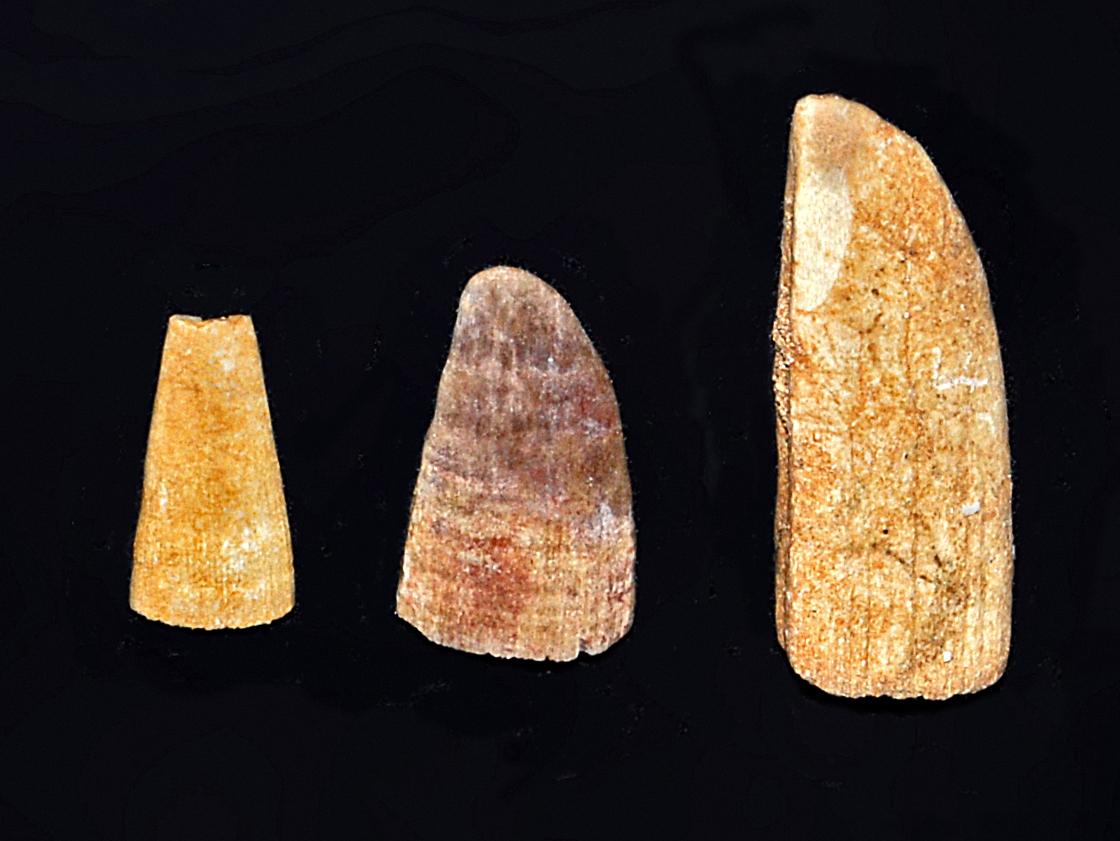
Los peces sierra extintos a menudo sólo se conocen por sus dientes rostrales, en este caso de la especie del Eoceno Pristis lathami.

Además de los peces sierra vivos, existen varias especies extinguidas que sólo se conocen por restos fósiles. El más antiguo conocido es el género monotípico Peyeria, cuyos restos datan de hace 100 millones de años, de la era Cenomaniana (Cretácico Superior), aunque puede representar a un rinídeo más que a un pez sierra.  Los géneros indiscutibles de peces sierra surgieron en la era Cenozoica hace unos 60 millones de años, relativamente poco después de la extinción masiva del Cretácico-Paleógeno. Entre ellos se encuentra Propristis, un género monotípico que sólo se conoce a partir de restos fósiles, así como varias especies extintas de Pristis y varias especies extintas de Anoxypristis (ambos géneros también están representados por especies vivas). Históricamente, los paleontólogos no han separado Anoxypristis de Pristis. Por el contrario, se enumeran ocasionalmente varios géneros extintos adicionales, incluyendo Dalpiazia, Onchopristis, Oxypristis, y Mesopristis, pero expertos recientes generalmente incluyen los dos primeros en la familia Sclerorhynchidae y los dos últimos son sinónimos de Anoxypristis. Se han encontrado fósiles de peces sierra en todo el mundo en todos los continentes.
La extinta familia Sclerorhynchidae se parece a los peces sierra. Sólo se conocen a partir de fósiles del Cretácico, y por lo general sólo alcanzaban longitudes de aproximadamente 1 m. Algunos han sugerido que los peces sierra y los esclerorhínquidos forman un clado, el Pristiorajea, mientras que otros creen que los grupos no son particularmente cercanos, haciendo que el clado propuesto sea polifilético.

## Amenaza de extinción
Todas las especies de pez sierra están amenazadas de extinción en todo el mundo y están en la Lista Roja (UICN). Se pescan principalmente como captura incidental, rápidamente se enredan en las redes con sus sierras y no pueden liberarse. Además, los sierras todavía se coleccionan como trofeos y se usan en la medicina tradicional china porque se dice que tienen propiedades curativas. Para crear conciencia sobre la amenaza global para las especies de rayas, el 17 de octubre fue designado Día del Pez Sierra en 2017 por las Asociaciones Estadounidenses de Zoológicos y Acuarios y la Sociedad de Conservación del Pez Sierra.